# Axel Springer
Axel Cäsar Springer (Hamburgo, 2 de maio de 1915 - Berlim Ocidental, 22 de setembro de 1985) foi um jornalista e empresário alemão, fundador e proprietário da editora Axel Springer SE.

## Vida
Filho de um editor e ex-projetista de cinema e jornalista durante a Segunda Guerra Mundial, Springer fundou sua editora em 1946, em Hamburgo. Em 1952, com a fundação do jornal Bild, que se tornou de grande vendagem e aceitação entre o público alemão, a editora cresceu e tornou-se uma das maiores da Europa. Além do Bild, publica os jornais Die Welt, Hamburger Abendblatt e Berliner Morgenpost, entre outros.
De perfil conservador, na década de 1960 Springer foi constantemente atacado pela esquerda e pelos movimentos estudantis alemães, chegando a sofrer atentados à bomba na sede de suas empresas, perpetrados pelo Grupo Baader-Meinhof e associados.